# 竹中俊
竹中 俊（たけなか しゅん、1996年5月23日 - ）は、日本の社会活動家、フリーランスである。

## 来歴
1996年に大阪府で生まれる。びわこ成蹊スポーツ大学を卒業している。2016年からネパールで孤児が生活できる児童養護施設を運営し、現在は30人以上の子どもが生活できる環境を整えている。2019年にピースボートインスタグラマーとして70日間の船旅を行った。貧困問題解決のためには環境問題にも取り組む必要があると考え、環境保護にも取り組んでいる。一般社団法人Child Support Organizationの理事やウェブメディア「Switch For Social」の代表を務めている。貧困や環境問題に関する講演を200回以上行っている。自身が経営している「Bar.Sunshine」の売り上げはネパールの子供に寄付し、他にも社会活動家が集まれるオンラインサロンや沖縄・北海道での拠点作りに従事している。

## メディア出演

### テレビ
- 雨上がりのナニモン!?（関西テレビ）[7]

### 雑誌
- veggy（オンラインイベント）[8]
- AERA dot.[9]
- HIGHSNOBIETY[10]